# Motorsport i Finland
Finland är per capita det land som fått fram flest internationella storheter inom formel 1 och rally, och är ett av de mest motorsportintresserade länderna i världen.

## Verksamhet

### Formel 1

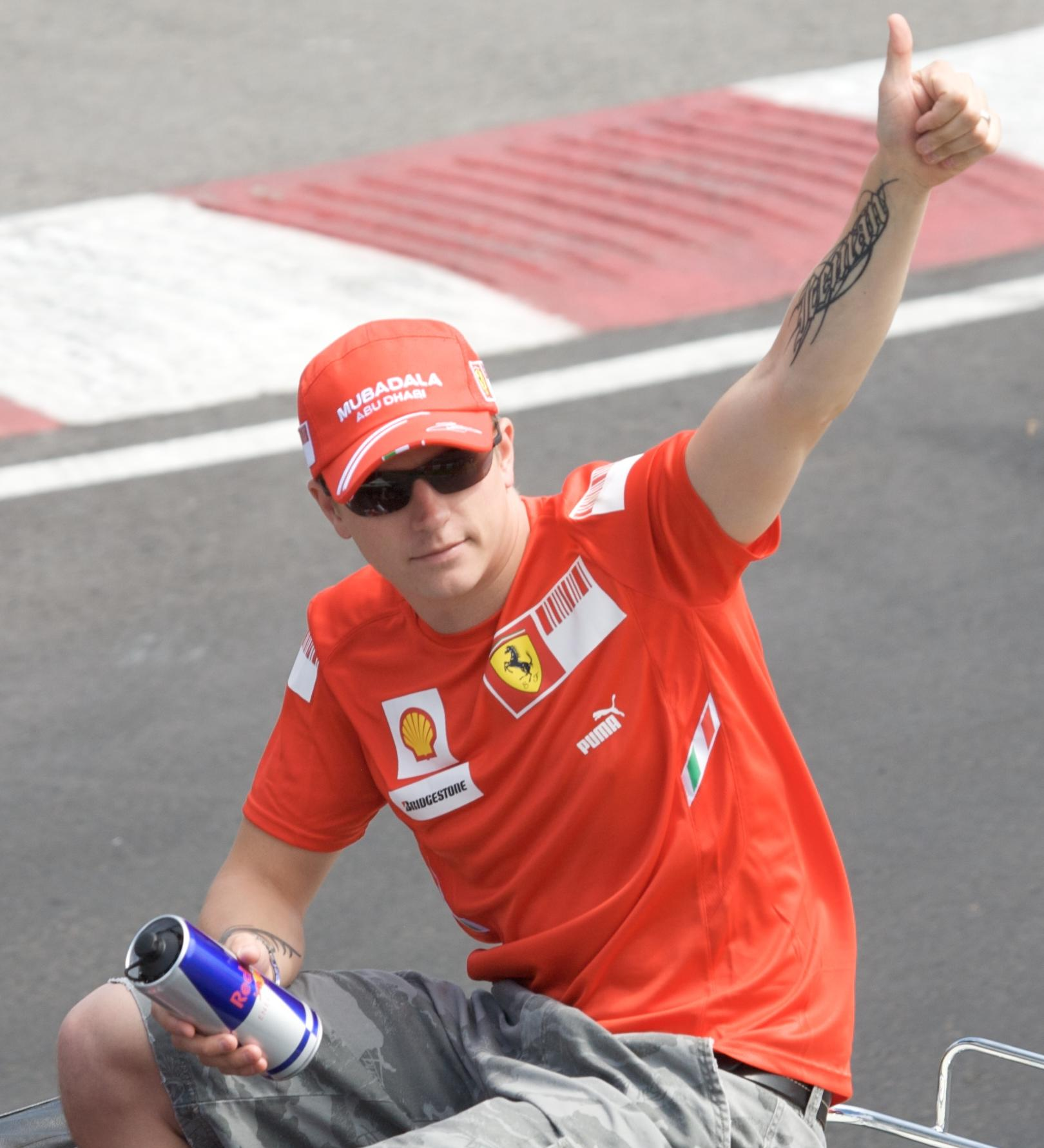
Kimi Räikkönen, med sin "Iceman"-tatuering gör tummen upp till publiken i samband med Kanadas Grand Prix 2008.

Finland har aldrig arrangerat något Grand Prix i formel 1, men efter att Keke Rosberg slog igenom genom att vinna VM-titeln 1982 efter enbart en delseger, var Finland en av de nationer som lyckades allra bäst den kommande tjugofemårsperioden, med ytterligare två VM-titlar för Mika Häkkinen 1998 och 1999, samt Kimi Räikkönen 2007. Varken Häkkinen eller Räikkönen hade förhållandevis långa karriärer i formel 1, sedan bägge drabbats av motivationsbrist kring 30 års ålder. Häkkinen tillbringade perioden 1993-2001 i McLaren, innan den då 22-årige Räikkönen tog hans plats till säsongen 2002. Häkkinen tog 20 Grand Prix-segrar och är den mest framgångsrika finska föraren i formel 1, och hans första VM-titel kom efter en tuff klamp mot Michael Schumacher. I samband med den andra titeln imponerade han inte lika mycket, men lyckades ändå besegra Trots att han blev tvåa i VM för McLaren både 2003 och 2005 valde Räikkönen att lämna stallet för att ta ett luktaktivt erbjudande från Ferrari att ersätta Michael Schumacher till säsongen 2007.
Efter att Räikkönen accepterat Ferraris treårskontrakt blev hans världens bäst betalda förare, och han förväntades prestera på samma nivå som Schumacher av Ferraris ledning. Under säsongen 2007 hade dock Räikkönen oväntade problem med den lägre betalda stallkamraten Felipe Massa, men en oerhört jämn andra halva av säsongen gav honom en oväntad titel, sedan McLaren och Lewis Hamilton bränt två matchbollar i de sista tävlingarna. Under säsongen 2008 förlorade dock Räikkönen klart mot Massa och Hamilton i kampen om VM-titeln, och efter att ha hamnat i underläge mot Massa även säsongen 2009 köpte Ferrari ut Räikkönen från ett kontrakt han förlängt till att gälla även 2010.

### Rally

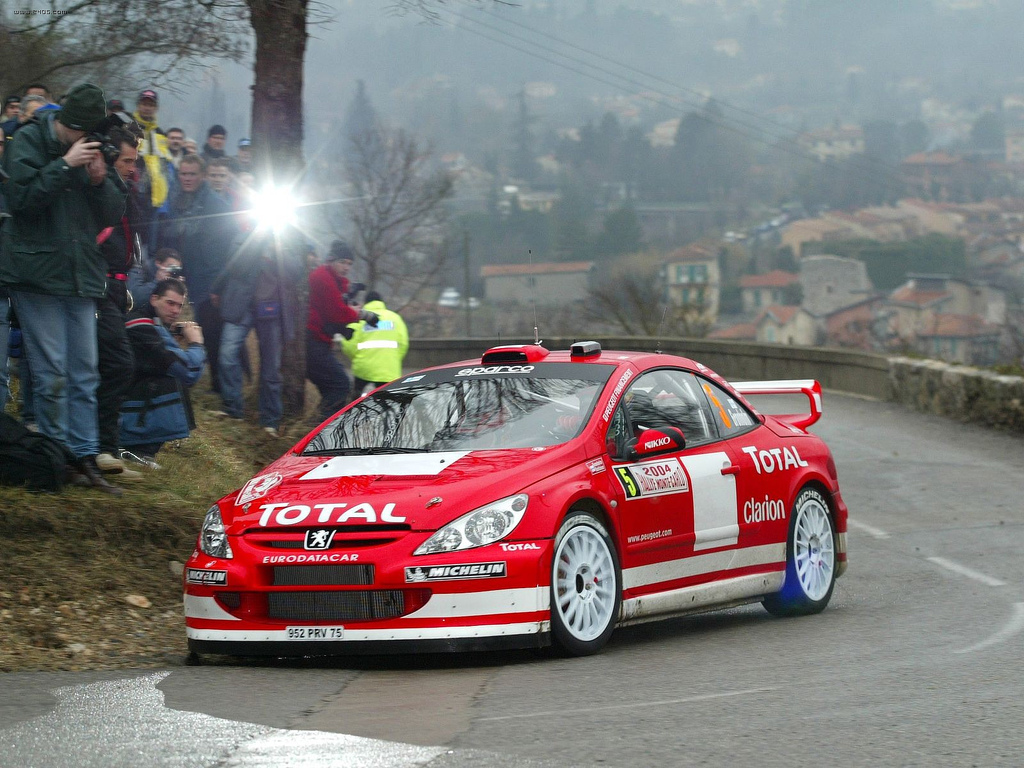
Marcus Grönholm kör sin Peugeot i Monte Carlo-rallyt 2004.

Finska rallyt, tidigare 1000 sjöars rally, är ett av världens mest kända, samt det allra snabbaste i VM. Rallyt kördes första gången 1951, och har dominerats totalt av hemmaförare, som tillsammans med några få svenskar vann alla evenemang fram till 1989, innan Carlos Sainz spräckte den nordiska dominansen 1990. Även efter det var det finska förare som dominerade, med enstaka segrar för utländska förare. Förklaringen är dels vägkännedom, men också att finska förare traditionellt varit fantastiska i snabba sektioner.
Finland har haft åtskilliga världsmästare för förare. Markku Alén tog den inofficiella VM-titeln 1978, medan Ari Vatanen, Hannu Mikkola och Timo Salonen lyckades alla vinna en varsin VM-titel under Grupp B-eran under tidigt och mitten av 19080-talet. Även Henri Toivonen tillhörde toppförarna vid tidpunkten, men han förolyckades på Tour de Corse 1986, vilket ledde till Grupp B:s slut.
Juha Kankkunen kom sedan att bli den mest framgångsrika föraren under den efterföljande perioden. Han vann den sista Grupp B-titeln 1986, och upprepade sedan bedriften 1987, 1991 och 1993. Under den perioden var Kankkunen den klart mest framgångsrika rallyföraren i världen, men efter 1993 års titel lyckades han aldrig nå den högsta nivån igen, utan istället var det Tommi Mäkinen som tog över som den största finska föraren. Mäkinen tog tillsammans med Mitsubishi VM-titeln 1996, 1997, 1998 och 1999. Mäkinen var den första föraren att vinna Rally-VM vid fyra tillfällen i rad, och vann 24 VM-rallyn.
Till säsongen 2000 fick Marcus Grönholm chansen att köra hela VM-säsongen, efter att inte ha varit uttagen för premiären, men vunnit i Sverige. Efter det gjorde Grönholm en sensationell säsong, och kunde ta sin första VM-titel. Han upprepade bedriften 2002, och lyckades fram till att han avslutade sin karriär på full tid 2007 var han den finska förare som vann flest VM-rallyn. Grönholm körde sina första sex hela säsonger i Peugeot innan han bytte till Ford, efter att Peugeot drog sig ur. I Ford blev han stallkamrat med landsmannen Mikko Hirvonen, som efter att Grönholm slutat tog över som förstaförare, med andraplatser i VM 2008 och 2009 som resultat.     